# Lee Jong-woo
Lee Jong-woo (7 juli 1985) is een Koreaanse langebaanschaatser.

## Persoonlijk records
| Afstand      | Tijd     | Datum             | Baan           |
| ------------ | -------- | ----------------- | -------------- |
| 500 meter    | 35,82    | 11 oktober 2008   | Calgary        |
| 1000 meter   | 1.08,25  | 7 maart 2009      | Salt Lake City |
| 1500 meter   | 1.44,83  | 6 maart 2009      | Salt Lake City |
| 3000 meter   | 3.56,66  | 19 september 2009 | Calgary        |
| 5000 meter   | 7.09,74  | 20 december 2005  | Chuncheon      |
| 10.000 meter | 15.14,60 | 21 december 2004  | Seoel          |

## Resultaten
| Jaar | WK Afstanden | Olympische Spelen          | Wereldbeker                 | WK Junioren         |
| ---- | ------------ | -------------------------- | --------------------------- | ------------------- |
| 2003 |              |                            |                             | 11e · achtervolging |
| 2004 |              |                            |                             | 19e · achtervolging |
| 2005 |              |                            |                             | 9e 5e achtervolging |
| 2006 |              | 14e 1500m                  | 28e 1500m                   |                     |
| 2007 |              |                            | 54e 1000m 36e 1500m         |                     |
| 2008 | 12e 1500m    |                            | 31e 1500m                   |                     |
| 2009 | 18e 1500m    |                            | 46e 500m 9e 1000m 19e 1500m |                     |
| 2010 |              | 22e 1500m 5e achtervolging | 39e 1000m 38e 1500m         |                     |
| 2011 |              |                            | 53e 1000m 35e 1500m         |                     |
| 2012 |              |                            | 0p 1000m                    |                     |